# 拉撒路

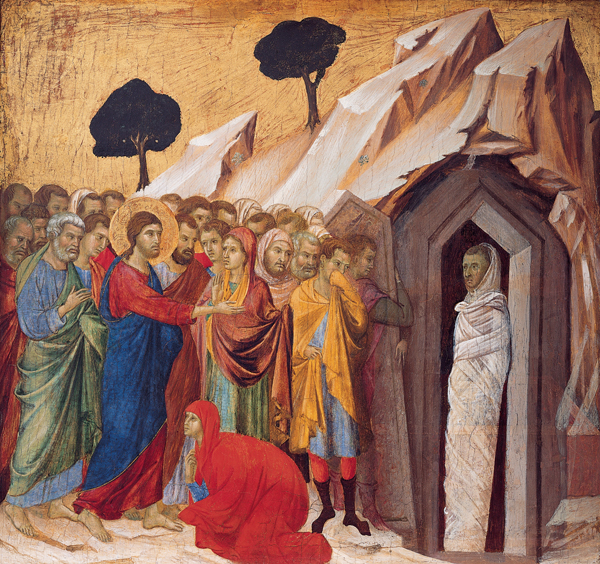
《拉撒路的復活》，杜喬，1310年–1311年

拉撒路或譯拉匝祿（拉丁语：Lazarus），《新約聖經》中記載的人物，是耶穌的門徒與好友，後來經由耶穌奇跡式的復活，在《約翰福音》11章中有記載，他病死後埋葬在一個洞穴中，四天之後耶穌吩咐他從墳墓中出來，因而奇跡似的復活。拉撒路是耶稣的好朋友，也是玛利亚和馬大的兄弟。包括耶穌自己的復活，聖經共记载過九件复活記錄，三次記載在舊約中，四次記載在福音書中，兩次記載在使徒行傳中。
有人主張，他可能是耶穌所愛的門徒。
2014年电影《星际效應》（Interstellar）中，把寻找外星球以移民全人类的计划称之为拉撒路计划。

## 拉撒路的復活
在約翰福音中，拉撒路生病時，兩位姊姊（馬大和瑪利亞）就打發人去見耶穌，說：「主啊！祢所愛的人病了。」 耶穌聽見就說：「這病不至於死，乃是為神的榮耀，叫神的兒子因此得榮耀。」（約翰福音11章:1-4節 （页面存档备份，存于））。耶穌在原地停留了兩天後出發。
耶穌到步時，拉撒路在墓裡已過了四天。與馬大和瑪利亞見面後，耶穌到了墓前叫人把墓前的大石頭移開，他先舉目向天說：「父啊，我感謝祢，因為祢已經聽我。我也知道祢常聽我，但我說這話是為周圍站著的眾人，叫他們信是祢差了我來。」（約翰福音 11:40）之後便向墳墓大聲呼叫說：「拉撒路出來！」（約翰福音 11:43），於是死去了的拉撒路便從墳墓中走出來，手腳還是裹著布。
有許多聽聞此事的猶太人知道耶穌在那裡就信了耶穌，而祭司長和法利賽人則恐怕太多人歸信耶穌會引來羅馬人的鎮壓。祭司長該亞法則主張不應為一個人的緣故而令整個猶太民族滅亡，故認為耶穌應為猶太人而死，令四散的猶太人能夠重新集合起來。故他們就商議要殺死耶穌。而但祭司長商議連拉撒路也要殺了，因有好些猶太人聽聞拉撒路復活的事情而信了耶穌。」（約翰福音 12:9-11）。